# Obturação (armas de fogo)
Obturação refere-se à selagem, que se pretende sempre perfeita, dos gases da pólvora, dentro do cano de uma arma de fogo, quando de um disparo, selagem essa que tem de fazer com que esses gases sejam impedidos de passar quer para o mecanismo da culatra - a chamada obturação para trás -, e para a frente do projéctil - a chamada obturação para a frente

## Tipos
- obturação para trás, pode ser obtida por dois métodos:
  - Obturação por Expansão (do invólucro) que é a obturação que se realiza nos sistemas de arma em que se usa cartuchos de invólucro metálico. Esta obturação é feita pelo próprio invólucro que, logo no início do disparo, aquecido e dilatado pelos primeiros gases produzidos pela pólvora, vai aderir às paredes da câmara, impedindo a partir daí, qualquer passagem de gases para a culatra da arma.
  - Obturação por Compressão (de um anel, um "obturador de anel" ou dum "obturador plástico") que é a forma de obturação que se usa quando se empregam *cartuchos de invólucro combustível. Esta forma de obturação é realizada com base num componente (um *obturador) que se monta imediatamente à frente da culatra da arma e de que há que usar um novo em cada disparo. Aqui, a obturação realiza-se pela pressão que os gases exercem directa ou indirectamente sobre este componente, obrigado-o a expandir-se radialmente e a vedar a saída dos gases, através de quaisquer passagens possíveis. Como se disse, este obturador pode ser um obturador de anel (tipo Broadwell) ou um obturador plástico (tipo Bange). O obturador de anel que se usa normalmente com culatras de gaveta, é montado numa base que é fixada à entrada da câmara, encostada à face da culatra. O seu funcionamento resulta da sua expansão radial, contra a parede interna da câmara, devida à pressão dos gases que actuam directamente sobre ele. O obturador plástico que é o mais comum quando de usam culatras de parafuso, consiste num anel de material macio que fica entalado entre a face da culatra e a cabeça de um "compressor" que fica para diante dele, dentro da câmara. Este funciona quando a pressão sobre a face posterior do compressor o esmaga contra a face da culatra, obrigando-o a expandir-se radialmente contra as paredes da câmara

- obturação para a frente - também necessária nos sistemas de arma de propulsão por reacção -, embora não directamente ligada à segurança da utilização, é um factor essencial da eficácia da propulsão, da consistência do tiro e da precisão do tiro. É feita pela(s) cinta(s) de forçamento nos casos em que se empregam projécteis convencionais de artilharia, pelos anéis de obturação quando se empregam projécteis pré-estriados, pelos sabots no caso dos projécteis sub-calibre ( projécteis cinéticos e outros), pelas camisas no caso das balas e pela bucha de plástico no caso dos cartuchos de caça.